# Raniero Paulucci di Calboli
Raniero Paulucci di Calboli (Rome, 15 maart 1861 - aldaar, 12 februari 1931) was een Italiaans diplomaat.

## Biografie
Raniero Paulucci di Calboli was een zoon van markies Annibale Paulucci di Calboli en van Mary Ann Simpkinson, een nicht van de Engelse ontdekkingsreiziger John Franklin. In 1892 trouwde hij in Londen met Virgilia Lazari Tornielli, de nicht van de ambassadeur van Italië in Londen. Hij behaalde een diploma in de rechten en begon in 1885 aan zijn diplomatieke carrière. Van 1912 tot 1920 was hij gevolmachtigd minister in Bern. Tijdens de Eerste Wereldoorlog verdedigde hij de neutraliteit van Zwitserland tegenover de Italiaanse regering. Vanaf oktober 1922 was hij in Italië senator. Hij beëindigde zijn diplomatieke carrière in 1927.

## Werken
- (fr)  Larmes et sourires de l'émigration italienne, 1909.
- (it)  Tassani, G. (ed.), Parigi 1898: con Zola per Dreyfus: diario di un diplomatico, 1998.

- Biblioteca Nacional de España: XX1410587
- Bibliothèque nationale de France: cb130061009 (data)
- CiNii: DA16846812
- Gemeinsame Normdatei: 121094758
- Historisch woordenboek van Zwitserland: 028524
- International Standard Name Identifier: 0000 0000 6141 7054
- Library of Congress Control Number: nb98089824
- Nationale Bibliotheek van Israël: 987007266333905171
- Nederlandse Thesaurus van Auteursnamen: 180725378
- Réseau des bibliothèques de Suisse occidentale: 02-A012349900
- Istituto Centrale per il Catalogo Unico: RAVV059978
- Système universitaire de documentation: 035744499
- Virtual International Authority File: 34591696
- WorldCat: E39PBJmhPvVd73336bvc8djwG3